# Добровольский, Николай Николаевич
Никола́й Никола́евич Доброво́льский (род. 13 июля 1975, Москва) — российский программист, мультимиллионер, сооснователь и бывший руководитель компании Parallels.

## Биография
Программирование начал изучать в кружке информатики во Дворце пионеров. В 13 лет стал победителем на всероссийском конкурсе программирования.
Учился в школе при МГТУ им. Баумана, поступил одновременно в два вуза — МГТУ и МИРЭА, но в итоге выбрал для обучения МИРЭА. Работать по специальности начал ещё на третьем курсе обучения. В 1997-м окончил МИРЭА (специальность — «Автоматизированные системы обработки информации и управления»).
В 1995 году начал работать инженером-программистом в Центральный московский депозитарий. В дальнейшем работал программистом в компании MCD Soft. В 1999 году стал сооснователем компании Parallels, разрабатывавшей собственные решения для виртуализации ОС и стоявшей у истоков разработки среды паравиртуализации Linux OpenVZ.
В период начала работы Parallels работал программистом в Росгосстрахе, так как собственная деятельность Parallels в то время не приносила достаточного дохода. Уйти от необходимости такой подработки удалось только в 2003 году.
В 2004 году продал контроль над Parallels компании SWsoft, руководимой Сергеем Белоусовым, оставшись при этом совладельцем Parallels.
В 2006 году Добровольский и Белоусов провели переговоры с топ-менеджментом компании Apple. В результате переговоров, в которых принял участие Стив Джобс, Apple начала поставлять решение Parallels, Parallels Desktop, позволявшее запускать Windows в виртуальной машине на Macintosh по своим каналам продаж.
В 2008 году произошло слияние головной компании и Parallels, чьё имя досталось объединённой компании. При этом Добровольский остался её акционером.
В 2010 году обучался в Гарвардской школе бизнеса. В 2012-м прошёл образовательную программу Foundation and Leadership в Йельском университете.

## Общественная активность
Около двух лет участвовал в программах организации Young Global Leaders, действующей в рамках Всемирного экономического форума.

## Хобби
Горные лыжи, дайвинг, парашютный спорт, авторалли, мотоспорт, бег, аштанга-йога.

## Семья
Женат, есть дочь.

## Признание
- Лауреат Национальной премии им. Владимира В. Зворыкина, как «Лучший инновационный менеджер» (2008)[5].